# Luna 1958B
Luna 1958B, auch bekannt unter der Bezeichnung Luna E-1 No.2, war eine sowjetische Mondsonde und sollte nach dem missglückten Start von Luna 1958A als erstes Raumfahrzeug überhaupt das Schwerefeld der Erde überwinden und hart auf dem Mond aufschlagen. Aufgrund des Versagens der Trägerrakete erreichte die Sonde nicht das All. Es war geplant, auf dem Flug zum Mond ein Kilogramm Natrium auszustoßen, welches eine von der Erde aus sichtbare Wolke bilden sollte. Somit wollte man die Bahn der Sonde verfolgen. Es folgten noch zwei weitere E-1-Missionen, wobei nur die letzte ein teilweiser Erfolg war, da zwar das Schwerefeld der Erde überwunden, der Mond jedoch verfehlt wurde. Am Starttag von Luna 1958B startete auch die amerikanische Weltraumbehörde NASA die Mondsonde Pioneer 1, welche aber ebenfalls aufgrund eines Fehlers der Trägerrakete den Mond nicht erreichte.